# Sinocyclocheilus anophthalmus
Sinocyclocheilus anophthalmus är en fiskart som beskrevs av Chen, Chu, Luo och Wu, 1988. Sinocyclocheilus anophthalmus ingår i släktet Sinocyclocheilus och familjen karpfiskar. IUCN kategoriserar arten globalt som sårbar. Inga underarter finns listade i Catalogue of Life.